# Yasuyuki Iwasaki
Yasuyuki Iwasaki (岩崎 泰之 Iwasaki Yasuyuki?,  nacido el 9 de abril de 1971 en Shizuoka) es un exfutbolista japonés. Jugaba de defensa y su último club fue el Júbilo Iwata de Japón.

## Trayectoria

### Clubes
| Club         | País  | Año         |
| ------------ | ----- | ----------- |
| Júbilo Iwata | Japón | 1990 - 1995 |